# Ellen Meiksins Wood
Ellen Meiksins Wood, född 12 april 1942 i New York, död 14 januari 2016 i Ottawa, var en amerikansk-kanadensisk marxistisk historiker och akademiker som länge undervisade i statsvetenskap vid York University i Toronto. Hon skrev ett stort antal böcker och var invald i Royal Society of Canada.
Från 2014 fram till sin död var hon gift med den kanadensiska politikern Ed Broadbent.